# Каннингем, Майкл
Майкл Ка́ннингем (англ. Michael Cunningham, р. 1952) — американский писатель и педагог. Лауреат Пулитцеровской премии 1999 года.

## Жизнь и творчество
Майкл Каннингем родился 6 ноября 1952 года в Цинциннати, штат Огайо. Детство будущего писателя прошло в Пасадене, штат Калифорния. В 1975 году Каннингем получил степень бакалавра по английской литературе в Стэнфордском университете, а через пять лет он окончил магистратуру Университета Айовы. Печататься Каннингем стал с конца 1970-х, его рассказы появлялись на страницах известных американских литературных журналов (The New Yorker, Atlantic Monthly, Paris Review). В 1989 году новелла Каннингема «Белый ангел» (White Angel), ставшая позже главой в «Доме на краю света», попала в ежегодный сборник лучших американских рассказов.
В 1990 году Майкл Каннингем опубликовал свой первый известный роман («нулевой роман», Golden States, вышел маленьким тиражом и по настоянию автора, считающего вещь неудачной, не переиздается): «Дом на краю света» (A Home At the End Of the World) — книгу о двух молодых людях и женщине, запутавшихся в своей любви и желаниях. В 2004 году роман был экранизирован Майклом Майером. Главную роль в этой малобюджетной картине сыграл Колин Фаррелл.
Второй роман, «Плоть и кровь» (Flesh and Blood; 1995 год) — семейная сага об эмиграции в США. Поиск себя, альтернативная культура, отчуждение близких людей, распад традиционной семьи, гомосексуальность — эти и многие другие аспекты жизни становятся темой писательского исследования. Впервые на русском языке эта семейная сага была опубликована в сентябре 2010 года.
Третий и самый известный роман писателя «Часы» вышел в 1998 году. Он рассказывает об одном дне из жизни трёх женщин: знаменитой английской писательницы Вирджинии Вулф, домохозяйки Лоры Браун из Лос-Анджелеса 1950-х и современной нью-йоркской лесбиянки Клариссы Воган, чьи судьбы причудливо связаны с книгой Вулф «Миссис Дэллоуэй». Роман «Часы» принёс Каннингему Пулитцеровскую премию 1999 года. В 2002 году его с успехом экранизировал британский кинорежиссёр Стивен Долдри, главные роли в одноимённом фильме исполнили Николь Кидман (премия «Оскар»), Джулианна Мур и Мерил Стрип. Самого Каннингема можно увидеть в камео — в роли прохожего около цветочного магазина, где героиня Стрип покупает букет.
В 2005 году вышел четвёртый роман Каннингема «Избранные дни» (Specimen Days). Книга состоит из трёх разножанровых частей, связанных общим местом действия — Нью-Йорком, набором персонажей (мужчина, женщина, мальчик) и фигурой американского поэта Уолта Уитмена. Первая часть представляет собой мистическую историю из эпохи промышленной революции, вторая — триллер о Нью-Йорке после террористической атаки 11 сентября, наконец, события заключительной новеллы происходят в постапокалиптическом будущем.
В 2010 году напечатан пятый роман писателя «Начинается ночь» (By Nightfall), посвященный кризису среднего возраста, а также исследующий состояние современного искусства и красоты в актуальном мире.
В мае 2014 года в Нью-Йорке вышел шестой роман писателя «Снежная королева» (The Snow Queen). Престижная газета «The Washington Post» отозвалась о произведении следующим образом: «Каннингем поет оду бессмертному городу Нью-Йорку, населяющим его художникам и потерянным душам, напоминая, что мифологическими образами, которыми мы наполняем нашу жизнь, мы обязаны самым обычным людям и событиям. Голос Каннингема, его неподражаемый стиль — вот настоящая магия его „Снежной королевы“».
Последняя книга писателя — сборник малой прозы «Дикий лебедь и другие истории» (A Wild Swan and Other Tales). — издана в ноябре 2015 года. Представляет собой постмодернистскую игру Каннингема с сюжетами известных сказок. Мифологические образы и архетипы, входящие в жизнь человека с раннего детства, здесь подвергнуты деконструкции, помещены в новый контекст, а привычные, на первый взгляд, сюжеты, сталкиваясь с современной реальностью, получают непривычные трактовки, продолжения и финалы.

## Личная жизнь
Проживает в Нью-Йорке и преподает в Йельском университете.
Каннингем — открытый гей, долгое время (более 18 лет) живет со своим постоянным партнером, психоаналитиком Кеном Корбеттом.

## Награды и премии
- 1982 год — награда за национальный вклад в товарищество университета Айовы;
- 1993 год — Гугенхеймовская стипендия;
- 1999 год — Пулитцеровская премия за художественную литературу и Американская литературная премия ПЕН/Фолкнер за роман «Часы».

## Цензура
В 2024 писатель стал жертвой российской анти-ЛГБТ-кампании, развязанной в ходе вторжения в Украину, когда его роман «Дом на краю света» был изъят из продаж по «рекомендации Российского книжного союза» из-за наличия в нём «ЛГБТ-пропаганды».

### Романы
- Дом на краю света (A Home at the End of the World, 1990), русский перевод 1997 Д. Ю. Веденяпина
- Плоть и кровь (Flesh and Blood, 1995), русский перевод 2010 С. Б. Ильина
- Часы (The Hours, 1998), русский перевод 2000 Д. Ю. Веденяпина.
- Избранные дни (Specimen Days, 2005), русский перевод 2007 Д. А. Карельского.
- Начинается ночь (By Nightfall, 2010), русский перевод 2011 Д. Ю. Веденяпина.
- Снежная королева (The Snow Queen, 2014), русский перевод 2014 Д. А. Карельского.

### Сборники рассказов
- Дикий лебедь и другие истории (A Wild Swan and Other Tales, 2015), русский перевод 2016 Д. А. Карельского[5]. Включает 11 коротких историй:
  - Раз: Очарование (англ. Dis. Enchant.)
  - Дикий лебедь (англ. A Wild Swan)
  - Сумасшедшая старуха (англ. Crazy Old Lady)
  - О-Боб-Рал (англ. Jacked)
  - Отравленные (англ. Poisoned)
  - Обезьянья лапка (англ. A Monkey's Paw)
  - Маленький человечек (англ. Little Man)
  - Стойкий, оловянный (англ. Steadfast; Tin)
  - Чудовища (англ. Beasts)
  - Её волосы (англ. Her Hair)
  - Долго/Счастливо (англ. Ever/After)[6]

### Другие произведения
- Край земли: Прогулка по Провинстауну (Land’s End: A Walk through Provincetown, 2002), путевой дневник, описывающий пребывание автора на полуострове Кейп-Код. Русский перевод 2020 С. Кумыша
- Законы творчества / Laws for Creations (2006), сборник стихотоворений У. Уитмена, составитель и автор предисловия — Майкл Каннингем.

## Фильмография
Экранизации романов Майкла Каннингема:
- 2002 — Часы / The Hours
- 2004 — Дом на краю света / A Home at the End of the World

## Написал сценарии к фильмам
- 2004 — Дом на краю света / A Home at the End of the World
- 2007 — Вечер / Evening